# Chorisoneura bradleyi
Chorisoneura bradleyi är en kackerlacksart som beskrevs av Morgan Hebard 1933.
Chorisoneura bradleyi ingår i släktet Chorisoneura och familjen småkackerlackor. Artens utbredningsområde är Panama. Inga underarter finns listade i Catalogue of Life.